# 65 Pułk Artylerii Lekkiej (II RP)
65 Pułk Artylerii Lekkiej (65 pal) – oddział artylerii lekkiej Wojska Polskiego II RP. 
Pułk nie istniał w organizacji pokojowej wojska. Został sformowany zgodnie z planem mobilizacyjnym „W”.

## 65 pal w kampanii wrześniowej

### Mobilizacja
65 pułk artylerii lekkiej został zmobilizowany w dniach 24–27 sierpnia 1939, w mobilizacji alarmowej, w grupie jednostek oznaczonych kolorem żółtym. Jednostką mobilizującą był 21 pułk artylerii lekkiej w Bielsku dla dowództwa 65 pal oraz I i III dywizjonów, a także 23 pułk artylerii lekkiej dla II dywizjonu. Pułk był jednostką organiczną artylerii 55 Dywizji Piechoty (rezerwowej) Armia „Kraków”. Po zakończeniu mobilizacji III/65 pal haubic 100 mm, został podporządkowany dowódcy 1 Brygady Górskiej Strzelców i w jej składzie walczył w kampanii wrześniowej.
W skład 65 pal, w miejsce III dyonu, został włączony 64 dywizjon artylerii lekkiej, tak więc wszystkie trzy dyony pułku były uzbrojone 75 mm armaty wz. 1897.

### Działania bojowe

#### W obronie Śląska
1 września 1939 roku II dywizjon 65 pal przebywał w odwodzie Grupy Operacyjnej "Śląsk" gen. bryg. Jana Jagmin-Sadowskiego w rejonie Czeladzi. 65 pułk artylerii lekkiej w składzie I dywizjonu i 64 dywizjonu artylerii lekkiej wspierał walki zgrupowania 55 DP rez. płk. Józefa Gizy na „Reducie mikołowskiej”. Duże straty od ostrzału niemieckiej artylerii poniosła 2 bateria armat, która również została spenetrowana przez niemieckie grupy dywersyjne. Po południu 2 września II/65 pal wszedł w skład zgrupowania 203 pułku piechoty ppłk. Albina Rogalskiego, 2 i 3 września wspierał walki zgrupowania na przyczółku nad Przemszą w rejonie Chełmka. Był ostrzeliwany przez artylerię niemiecką, ponosząc znaczne straty osobowe. 4 września dywizjon II/65 pal został przydzielony do wsparcia 201 pułku piechoty rez., w trakcie odwrotu ze Śląska postępując w straży tylnej 55 DP rez. na skraju lasu Rudno wsparł walkę piechoty z kolumną pancerną 5 Dywizji Pancernej, gdzie poniósł straty.   

#### Walki odwrotowe ku Wiśle
Wycofując się na wschód od Krakowa 6 września II dywizjon walczył w obronie przepraw na rzece Szreniawie powstrzymując natarcie niemieckich kolumn pancernych i zmotoryzowanych pod Przesławicami, Piotrkowicami, Gniazdowicami i Chorążycami wraz 201 pp rez. Prowadził obronę przeciwpancerną i powstrzymał natarcie niemieckiej piechoty zmotoryzowanej i czołgów ze wsparciem artylerii. I dywizjon w nocy 6/7 września w rejonie Proszowic wspólnie z 204 pułkiem piechoty stoczył walkę nocą, w której poniósł straty szczególnie w szeregach 2 baterii. Następną walkę stoczył w rejonie Kazimierzy Wielkiej w obronie kolumny marszowej 204 pp i oddziałów dywizyjnych 55 DP rez. W walce z czołgami utracił 3 armaty. W nocy 6/7 września II dywizjon 65 pal wsparł atak 201 pp rez. na niemiecką piechotę zmotoryzowaną w Klimontowie, przyczyniając się do jej wyparcia z miejscowości. 7 września od godz. 11.00 II dywizjon kilkakrotnie celnym ostrzałem powstrzymał czołgi niemieckie atakujące kolumnę dywizji w rejonie Cudzynowic i Budzynia, a później Jakuszowicach w rejonie przepraw przez rzekę Nidzicę. W walkach tych dywizjon zadał duże straty oddziałom niemieckim, przewyższające własne straty. 8 września od rana II/65 pal wspierał obronę piechoty na odcinku Piasek Wielki-folwark Budzyń. Ok. godz. 15.00 prowadził pojedynek artyleryjski z niemieckimi bateriami, następnie ostrzelał usiłujące zająć stanowiska wyjściowe do natarcia niemieckie czołgi. Nocą 8/9 września wykonał marsz w rejon Stopnicy. 9 września II dywizjon od godz. 11.00 do zmroku pod Stopnicą nad rzeką Czarną (Kłodnią), wsparł walki 201 pp rez. o miasto, w trakcie walk ostrzelał skutecznie niemieckie czołgi. Kolejnej nocy II dywizjon maszerował i dotarł 10 września do Wilkowej, a następnie do Kłody gdzie zorganizował obronę wspólnie z 201 pp rez. Od godz. 9.00 II dywizjon toczył zacięte walki z niemiecką bronią pancerną, ale jednocześnie stanowiska ogniowe były ostrzeliwane przez niemiecką artylerię, baterie 5 i 6 poniosły ciężkie straty. Dowódcy baterii por. Edward Maciaszczyk i por. Józef Wincenty Łukaszewicz zostali ciężko ranni.  

#### Walki od Wisły do Sanu
Po kolejnym nocnym marszu 65 pal dotarł do Osieka. 11 września 65 pal został rozdzielony działonami do oddziałów piechoty jako artyleria przeciwpancerna i towarzysząca. Wspierał walki w obronie Osieka w ciężkich walkach poległo 18 artylerzystów, a 19 odniosło ciężkie rany. Obronę 201 pp rez. wspierała bateria 3/65 pal. Szczególnie ucierpiał I dywizjon, podczas przechodzenia Osieka z rąk do rąk utracił 8 armat. Całkowicie unicestwione zostały 1 i 2 baterie. 3 bateria poniosła ciężkie straty osobowe szczególnie ciężkie w obsadzie dowódczej. Baterie II/65 pal po wyczerpaniu całkowicie amunicji przeprawiły się w pierwszej kolejności przez Wisłę nie angażując się w dalsze walkę oraz z uwagi na ciężkie straty poniesione w dniu poprzednim. 12 i 13 września maszerował wraz z dywizją w kierunku Sanu, gdzie w rejonie Brandwicy przeprawił się przez rzekę. 13 i 14 września organizował obronę przedmościa, a następnie linii Sanu na odcinku Brandwica-Kłyżów.   

#### Walki w południowej Lubelszczyźnie
Nocą 15/16 września II/65 dal maszerował wraz z 201 pp rez. po trasie Dąbrowica, Dereźnia Solska w rejon Majdanu. W czasie marszu pod Dereźnią piechota i dywizjon zostały silnie ostrzelane przez niemiecką artylerię, w wyniku czego piechota została odcięta i wycofała się do lasu pod Dąbrowicą, a bateria 5/65 pal została zniszczona niemieckim natarciem. Pozostałe baterie wspierały walki 201 pułku piechoty pod Dereźnią. Później w rejonie Biłgoraja i Puszczy Solskiej, artylerzyści 65 pal ponieśli znaczne straty szczególnie osobowe.  

#### Udział w bitwie pod Tomaszowem Lubelskim
17 września reszta II dywizjonu dotarła do Górecka Kościelnego, a 18 września osiągnęła rejon Łuszczacza i Ulowa. 65 pal przystępując do bitwy pod Tomaszowem Lubelskim zebrał 22 działa, część, to armaty i haubice uzyskane po wcieleniu pododdziałów i pojedynczych działonów z innych oddziałów artylerii. 19 września baterie 4 i 6 wspierały walki 3 pułku strzelców podhalańskich pod Łuszczaczem. Po godz. 17.00 bateria 4/65 pal wspierała walki resztek 201 pp rez. i batalionu III/4 pułku strzelców podhalańskich w rejonie Ulowa. Przed wieczorem 19 września z pozostałości II dywizjonu utworzono zbiorczą pięcio-działową baterię pod dowództwem por. Jerzego Goinki została przydzielona do dyspozycji dowódcy artylerii 23 Dywizji Piechoty z zadaniem wsparcia natarcia piechoty tej dywizji na Tomaszów Lub.  Z I dywizjonu sformowano mieszaną baterię siedmio-działową pod dowództwem kpt. Kazimierza Ryłko. Bateria por. Jerzego Goinki podczas wsparcia 201 pp utraciła w walce ponad 50 żołnierzy poległych i rannych. Bateria zbiorcza kpt. Kazimierza Ryłki wystrzelała całą amunicje przy wsparciu 23 DP. W trakcie niemieckich kontrataków po wyczerpaniu amunicji prowadzono walki przy użyciu broni ręcznej na linii ogniowej baterii. Na pozycje niemieckie wokół Tomaszowa baterie wykonały nawały ogniowe resztą amunicji. W nocy pozostałość 65 pal sformowała kolumnę marszową mającą maszerować w kierunku lasów Hrebenne. Z uwagi na zatłoczenie dróg nie dołączyły pozostałości 65 pal do pozostałości 55 DP rez.  20 września pozostałości pułku czterokrotnie zostały silnie ostrzelane przez niemiecką artylerię tracąc przeszło 50 poległych i rannych żołnierzy oraz liczne konie, po czym rozproszyły się.  Bateria zbiorcza II dywizjonu w rejonie Maził dostała się do niemieckiej niewoli w godzinach popołudniowych 20 września. W części sprawnych armatach ukryto zamki i sprzęt optyczny. Pozostali żołnierze pułku dołączyli do utworzonej z kanonierów kompanii piechoty i usiłowali przebić się na południe kraju, jednak bez skutku.  

## Organizacja wojenna i obsada personalna pułku
| Dowództwo                               | Dowództwo                                                |
| --------------------------------------- | -------------------------------------------------------- |
| dowódca pułku                           | ppłk Józef Krautwald de Annau                            |
| adiutant                                | kpt. Kazimierz Picheta, por. Seweryn Tadeusz Smólski?    |
| oficer zwiadowczy                       | ppor. rez.Jan Sumiński                                   |
| oficer łączności                        | ppor. rez. Włodzimierz Żebrowski                         |
| dowódca plutonu topograficzno-ogniowego | ppor. Ćwiklicki                                          |
| I dywizjon armat 75 mm                  |                                                          |
| dowódca dywizjonu                       | kpt. Kazimierz Ryłko                                     |
| dowódca 1 baterii                       | ppor. Ryszard Stanisław Toczkowski                       |
| oficer zwiadowczy                       | ppor. rez. Jan Franciszek Jakubiec                       |
| oficer ogniowy                          | ppor. rez. Wiktor Duda                                   |
| dowódca 2 baterii                       | por. rez. Józef Góralczyk, por. rez. Mieczysław Lewinger |
| dowódca 3 baterii                       | por. Stanisław Juraszek                                  |
| oficer zwiadowczy                       | ppor. rez. Jan Franciszek Lux                            |
| oficer ogniowy                          | por. rez. Jan Piotr Sarama                               |
| II dywizjon armat 75 mm                 |                                                          |
| dowódca dywizjonu                       | mjr Franciszek Talarczyk                                 |
| adiutant dywizjonu                      | ppor. rez. Bogusław Piwowarczyk                          |
| dowódca 4 baterii                       | por. Jerzy Rudolf Goinka                                 |
| oficer ogniowy                          | ppor. rez. Wacław Michał Hubicki                         |
| dowódca 5 baterii                       | por. Edward Maciaszczyk                                  |
| dowódca 6 baterii                       | por. Józef Wincenty Łukaszewicz                          |
| III dywizjon haubic 100 mm              |                                                          |
| dowódca dywizjonu                       | mjr Józef Kozieł                                         |
| dowódca 7 baterii                       | por. Kazimierz Szych                                     |
| dowódca 8 baterii                       | por. Jan Tomaszewski                                     |
| dowódca 9 baterii                       | ppor. Stanisław Szkuta                                   |
| 64 dywizjon artylerii lekkiej           |                                                          |
| dowódca dywizjonu                       | kpt. Marian Leźnicki                                     |
| dowódca 1 baterii                       | ppor. Zbigniew Skolimowski                               |